# Andreý Sïdelʹnïkov
Andreý Sïdelʹnïkov (in kazako Андрей Сидельников?; in russo Андрей Геннадьевич Сидельников?, Andrej Gennad'evič Sidel'nikov; Mosca, 8 marzo 1980) è un ex calciatore kazako, nato in Russia, di ruolo portiere.

## Palmarès

### Club

#### Competizioni nazionali
- Supercoppa del Kazakistan: 3

Aqtóbe: 2008, 2010, 2014
- Coppa del Kazakistan: 2

Aqtóbe: 2008, 2014
- Campionato kazako: 2

Aqtóbe: 2009, 2013